# Luis García (político)
Luis García del Molino Guevara ( Argentina, 1854 – íd. 20 de octubre de 1942 ) fue un político elegido vicegobernador de la provincia de Buenos Aires y asumió el cargo de gobernador por fallecimiento de su titular.

## Desempeño en la gobernación de Buenos Aires
José Inocencio Arias fue elegido gobernador de la provincia de Buenos Aires con mandato por 4 años a partir del 1° de mayo de 1910 pero falleció el 12 de septiembre de 1912. Le sucedió  en el cargo el vicegobernador Ezequiel de la Serna que también murió antes de completar su mandato, el 15 de marzo de 1913. Asumió entonces la gobernación el presidente del Senado provincial Eduardo Arana, quien convocó a elecciones sólo para completar hasta el 1° de mayo de 1914 el mandato del fallecido. A dichas elecciones solo se presentó el PAN, consagrándose así automáticamente resultando electos Juan Manuel Ortiz de Rosas como gobernador y Luis García como vicegobernador, que iniciaron sus mandatos el 2 de julio de 1913; Ortiz de Rosas falleció el 1 de septiembre de 1913 y Luis García le sucedió desempeñando la gobernación hasta el 1 de mayo de 1914, en que lo sucede Marcelino Ugarte, quien lo ejercerá hasta el 25 de abril de 1917, fecha en que fue desplazado por una intervención federal.
Luis García falleció el 20 de octubre de 1942, a los 88 años de edad. Con su esposa María Eugenia Lawson Balbín, con quien se había casado en 1887, tuvieron nueve hijos.